# Підлісся (Хмельницький район)
Підлі́сся — село в Україні, у Заслучненській сільській громаді Хмельницького району Хмельницької області. Населення становить 41 особу.

## Географія
Село розташоване на правому березі річки Случ.